# Mariä Himmelfahrt (Güstrow)
Die katholische Pfarrkirche Mariä Himmelfahrt ist eine expressionistische Saalkirche in Güstrow im Landkreis Rostock in Mecklenburg-Vorpommern. Sie gehört zur Kirchengemeinde Mariä Himmelfahrt im Regionaldekanat Mecklenburg des Erzbistums Hamburg.

## Geschichte

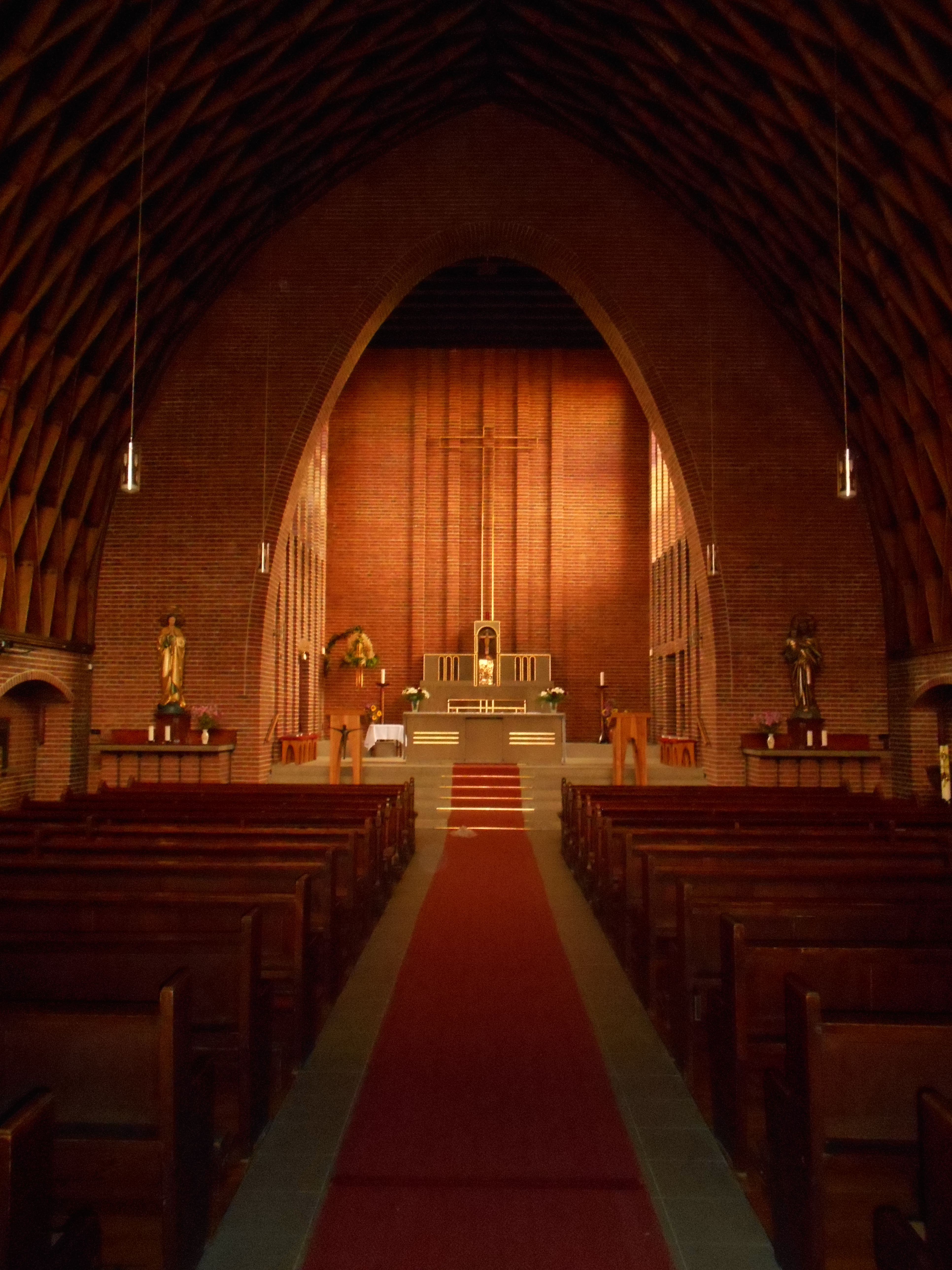
Innenansicht zum Chor

Nach 1885 wurde in Güstrow seit der Reformation erstmals wieder regelmäßig katholischer Gottesdienst gefeiert, zunächst in einem Zimmer der alten Domschule Güstrow. Nach 1891 wurde in einem Saal der Schule am Heiliggeisthof zweimal im Monat katholischer Gottesdienst gefeiert. Durch den Ersten Weltkrieg kamen auch zahlreiche Kriegsgefangene katholischer Konfession nach Güstrow, wodurch der Bedarf nach größeren Räumen entstand. Nach 1919 wurde zum ersten Mal in einer Notkirche an der Grünen Straße Gottesdienst gefeiert. Schon um die Mitte der 1920er Jahre wurde deutlich, dass diese Notkirche unzureichend war. Pläne für einen Neubau bestanden bereits seit 1914, konnten jedoch im Krieg nicht verwirklicht werden. Erst 1928 wurde mit der Planung der Kirche auf dem Grundstück an der Grünen Straße Güstrow begonnen. Nachdem ein Entwurf von Paul Korff aus Laage vorlag, erfolgte die Grundsteinlegung am 5. Mai 1929. Nach nur acht Monaten Bauzeit wurde am 25. August 1929 die Weihe durch den Bischof Wilhelm Berning aus Osnabrück vorgenommen.

## Architektur und Ausstattung

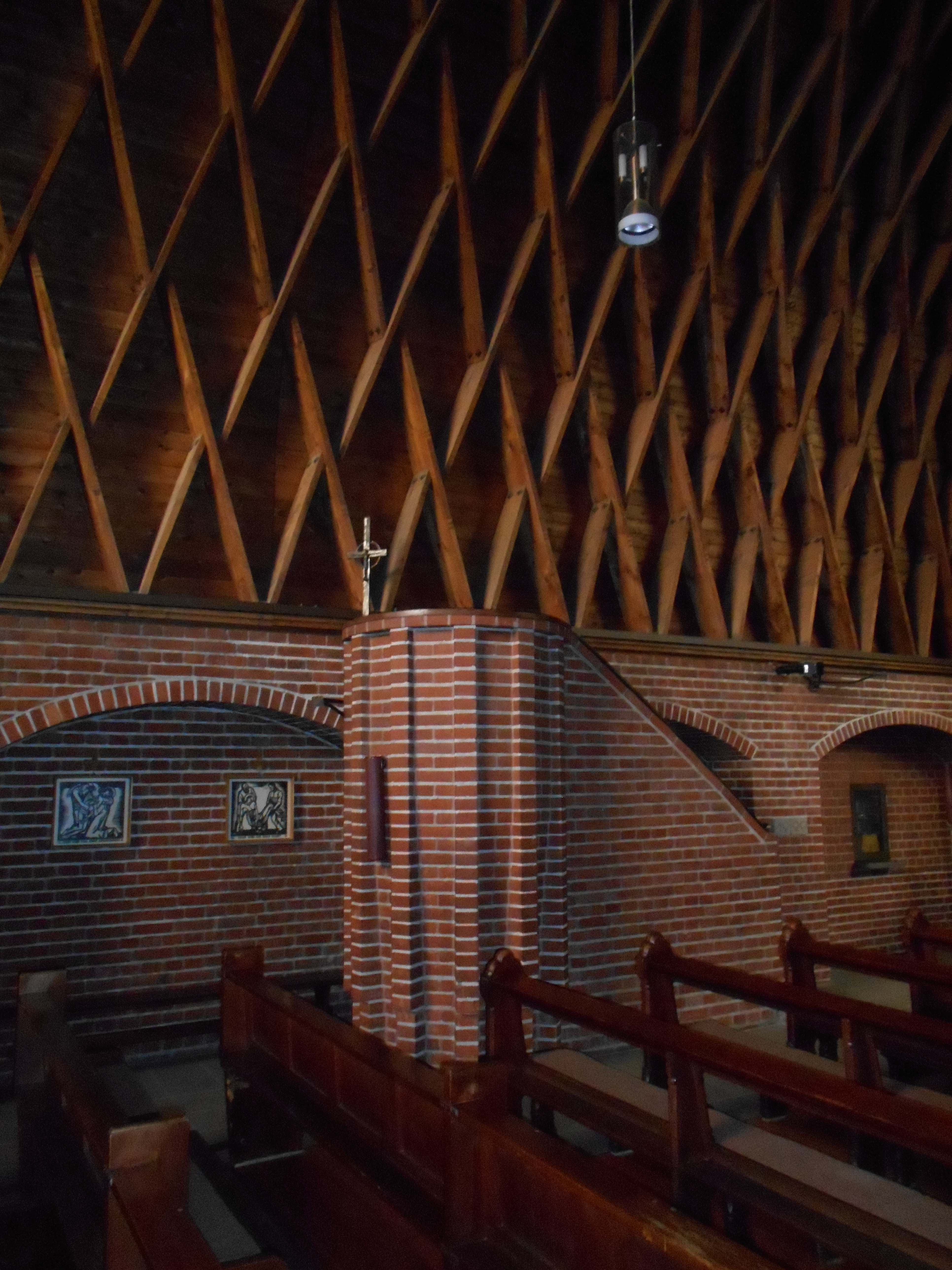
Kanzel

Das Bauwerk ist eine Saalkirche mit einem hohen, unverkleideten Zollingerdach über dem Langhaus und mit einem eingezogenen, flachgedeckten Chor mit rechteckigem Schluss.
Die äußerliche Ansicht der Saalkirche von der Grünen Straße her wird durch die Staffelgiebelwand aus Backstein mit einem parabolischen Fenster über dem schlichten Portal geprägt. Im Innern wird die eindrucksvolle Lichtführung durch dieses Fenster und durch die seitlichen Schlitzfenster im Chor erreicht. Das niedrig ansetzende spitzbogige Dachwerk prägt zusammen mit dem ebenfalls parabolischen Chorbogen und den fünf schlanken Streben in der fensterlosen Chorwand das Innere.
An der Fassade ist außen eine Skulptur der Himmelfahrt Mariä aus Bronze des Osnabrücker Bildhauers Ludwig Nolde (1888–1958) angebracht.
Im Innern ist der sehr schlichte Hochaltar aus Kunststein gefertigt. Zu beiden Seiten des Chores stehen am Chorbogen die in Backstein ausgeführten Altäre zu Ehren St. Mariä und St. Josefs, ebenfalls mit Skulpturen Ludwig Noldes. Die bauzeitliche Kanzel ist ebenfalls schlicht in Backstein ausgeführt. Später kamen der Taufstein aus belgischem Marmor mit der hölzernen Skulptur Johannes des Täufers dazu, weiterhin die unten im Eingang stehende Skulptur des heiligen Konrad von Parzham und des heiligen Antonius von Padua am rechten Pfeiler, welche beide von Paul Dierkes geschaffen wurden.
Im Jahr 1969 wurde gemäß den Forderungen des Zweiten Vatikanischen Konzils die Altarmensa von ihrem erhöhten Standort an der Rückwand des Altars weiter nach vorn versetzt.
Nachdem zunächst ein Harmonium und eine elektronische Orgel als Musikinstrumente dienten, wurde 1987 eine Orgel mit 16 Registern auf zwei Manualen und Pedal durch Gerhard Böhm eingebaut.